# Adam z Bochenia
Adam z Bochenia, także Adam Polak, Adamus Polonus, Adam z Bochnia, Adam z Łowicza (ur. w Bocheniu koło Łowicza, zm. 7 lutego 1514 w Krakowie) – profesor Akademii Krakowskiej, rektor 1510-1511, lekarz, humanista, pisarz i filozof.

## Życiorys
Nazwisko wziął od wsi, w której się urodził. Z pochodzenia prawdopodobnie był mieszczaninem. Od 1486 studiował na Wydziale Sztuk Wyzwolonych Akademii Krakowskiej, uzyskując w 1488 stopień bakałarza, a w 1492 magistra. W latach 1492–1493 wykładał na wydziale filozoficznym, później pracował jako pisarz w kancelarii królewskiej. Za zezwoleniem króla Jana I Olbrachta uczestniczył w poszukiwaniu metali na terenie Polski. W połowie lat 90. XV wieku studiował medycynę we Włoszech, gdzie uzyskał doktorat. Po powrocie został nadwornym fizykiem króla Aleksandra Jagiellończyka. W sierpniu 1504, po nostryfikacji dyplomu doktorskiego, inkorporował się do fakultetu medycznego Akademii Krakowskiej. W międzyczasie pełnił obowiązki lekarza nadwornego 3 królów: Jana I Olbrachta, Aleksandra Jagiellończyka i Zygmunta I. W 1510 i 1511 2-krotnie obrany rektorem Akademii Krakowskiej, wspierając rozwój tej wszechnicy. Jako rektor Akademii Krakowskiej zniósł zwyczaj "otrzęsin", wprowadził kary za niepoddanie się obowiązkowi nostryfikacji. Był przeciwnikiem dominacji stanu duchownego nad stanem świeckim. Jako niekonwencjonalny myśliciel wysunął hipotezę nieśmiertelności ludzkości jako gatunku.
W Muzeum Diecezjalnym w Tarnowie, znajduje się obraz pt. "Epitafium Doktora Adama", pierwotnie umieszczony w kościele akademickim św. Anny w Krakowie, przedstawiający zmarłego Profesora klęczącego przed Chrystusem boleściwym w otoczeniu świętych patronów. Jego twarz to pierwszy w malarstwie polskim realistyczny portret świecki.
Napisał w sumie 5 rozpraw.
W 1964 odsłonięto w Bocheniu tablicę pamiątkową ku jego czci.

## Twórczość
- Fundamentum scienciae nobilissimae secretorum naturae (1489), praca przyrodnicza i medyczna, Biblioteka Jagiellońska rękopis nr 5465
- Dialogus de quatuor statuum ob assequendam immortalitatem contentione (1507 lub 1508), dzieło filozoficzne
- Judicium de scientiis ad Mag. Stobnicensem (dzieło dedykowane Janowi ze Stobnicy, znane tylko z zapisu bibliograficznego w rękopisie Marcina Radymińskiego, Kraków 1515)
- materiały do działalności uniwersyteckiej (w: Conclusiones Universitatis Cracoviensis ab anno 1441 ad annum 1589, wyd. H.Barycz, Kraków 1933)